# Gwen Guthrie
Gwendolyn "Gwen" Guthrie (Newark, 1950. július 9. – Orange, 1999. február 3.) amerikai énekesnő, dalszövegíró, és zongorista. Több híres előadó háttérénekese volt, többek között Aretha Franklin, Billy Joel, Stevie Wonder, Peter Tosh és Madonna, valamint több híres előadónak írt dalokat, úgy mint Ben E. King, Angela Borfill és Roberta Flack. Legnagyobb slágere az 1986-ban megjelent Ain’t Nothin’ Goin’ on But the Rent című dal.

## Pályafutása
A New Jersey állambeli Newmarkban nőtt fel. Iskolájában klasszikus zenét tanult, és 8 éves korában kezdett zongorázni. A 70-es évek elején csatlakozott az Ebonettes és a Matchakers együtteseshez, miközben pedig általános iskolai tanárként dolgozott. Első szereplése akkor volt, amikor Aretha Franklin I'm In Love című slágerét énekelte Cissy Houston mellett háttérénekesként.
Guthrie hamarosan vezető énekessé nőtte ki magát és Valerie Simpsonnal – aki az Ahford & Simpshon tagja – dolgozott együtt, valamint akkori barátjával, Haras Fyre-val, közismertebb nevén Patrick Grant-tal Ben E. King korábbi slágerét a Supernatural Thing címűt dolgozták fel, mely slágerlistás helyezést is elért az R&B slágerlistán, ahol 1 helyezett volt. A következő dal a Do It In The Name Of Love volt, mely szintén slágerlistás helyezést ért el az R&B listán, ahol 4. helyezett volt. Guthrie Angela Borfillnek is írt dalt, a This Time I'll Be Sweeter címűt, valamint 7 dalt írt a Sister Sledge 1975-ben megjelent Circle of Love című albumára, a  Cross My Heart, Protect Our Love, Love Don't You Go Through No Changes on Me, Don't You Miss Him Now, Pain Reliever, You're Much Better Off Loving Me és Fireman című dalokat. Roberta Flacknak is írt dalt, a God Don't Like Ugly címűt.
Guthrie karrierje kezdetén együtt dolgozott a Sly and Robbie nevű duóval, valamint fellépett a Paradise Garage nevű New York-i éjszakai szórakozóhelyen is, ahol diszkó slágereket és klub himnuszokat énekelt. 1982-ben Madonna első debütáló albumán is közreműködött, majd 1983-ban felvették Padlock című dalát a Compass Point All Stars nevű csapattal, mely csak két évvel később lett sláger.
Guthrie legnagyobb slágere az 1986-os Ain’t Nothin’ Goin’ on But the Rent című dal szövegei bizonyos vitákat váltottak ki, mivel túlzottan „anyagias” mondanivalója lett a dalnak: "You've got to have a j-o-b if you want to be with me/No romance without finance". Guthrie szövege arra törekszik, hogy felelős legyen az egyenlőség és pénzügyi stabilitás fenntartásáért egy kapcsolatban.
A dal alapjait később számos művész is felhasználta, többek között Foxy Brown 1998-as Job című dalában, melyben Mya és Utah Saints is közreműködött. A dal eredetijében elhangzott "What Can You Do For Me' című mondat hivatkozik Eddy Murphy monológjára, mely az Eddy Murphy Raw című filmben is elhangzik úgy mint "No Romance Without Finance". 1986-os slágere után a (They Long to Be) Close to You című slágere is sikereket tudhatott magáénak, mely egy 1970-es dal a The Carpenters nevű együttestől. A dal a 25. helyezett lett az angol kislemezlistán.
1988-as dala a Can Not Love You Tonight témája az AIDS, abban a korban, amikor a betegség még tabutéma volt. Guthrie bátran kiállt a meleg közösség mellett, és ezek után a fertőzött emberek betegsége jobban társadalmi téma lett.

## Halála
Guthrie 1999. február 3-án, 48 éves korában hunyt el méhnyakrákban New Jersey állam Orange városában.

## Diszkográfia

### Stúdióalbumok
| 1982                                                                 | Gwen Gutrhie     | 208 | 28 | —  | 36 | —  | Island                    |
| 1983                                                                 | Portrait         | —   | —  | —  | 42 | —  | Island                    |
| 1985                                                                 | Just For You     | —   | 55 | —  | —  | —  | Island                    |
| 1985                                                                 | Padlock          | —   | 47 | —  | —  | —  | Garage/Island Trading Co. |
| 1986                                                                 | Good To Go Lover | 89  | 20 | 99 | 17 | 42 | Polydor                   |
| 1988                                                                 | Lifeline         | —   | —  | —  | —  | —  | Warner Bros.              |
| 1990                                                                 | Hot Times        | —   | —  | —  | —  | —  | Reprise                   |
| "—" nem volt slágerlistás helyezés, vagy nem jelent meg az országban |                  |     |    |    |    |    |                           |

### Válogatás albumok
| Év   | Cím                 | Legmagasabb slágerlistás helyezés | Legmagasabb slágerlistás helyezés | Legmagasabb slágerlistás helyezés | Legmagasabb slágerlistás helyezés | Legmagasabb slágerlistás helyezés | Kiadó       |
| Év   | Cím                 | US                                | US R&B                            | AUS                               | NZ                                | UK                                | Kiadó       |
| ---- | ------------------- | --------------------------------- | --------------------------------- | --------------------------------- | --------------------------------- | --------------------------------- | ----------- |
| 1987 | Ticket to Ride      | —                                 | —                                 | —                                 | —                                 | —                                 | 4th & B'way |
| 1999 | Ultimate Collection | —                                 | —                                 | —                                 | —                                 | —                                 | Hip-O       |

### Kislemezek
| 1981                                                                 | "Nothing But Love" (with Peter Tosh)                       | —   | 43 | —  | —  | —  | —  | —  | —  |
| 1982                                                                 | "It Should Have Been You"                                  | —   | 27 | 11 | —  | —  | —  | 26 | —  |
| 1982                                                                 | "Peek-A-Boo"                                               | —   | —  | —  | —  | —  | —  | —  | —  |
| 1982                                                                 | "For You (With A Melody Too)" (Remix)                      | —   | —  | —  | —  | —  | —  | —  | —  |
| 1983                                                                 | "Peanut Butter"                                            | —   | 83 | —  | —  | —  | —  | —  | —  |
| 1983                                                                 | "Hopscotch"                                                | —   | —  | —  | —  | —  | —  | —  | —  |
| 1984                                                                 | "Say Yeah" (with The Limit)                                | —   | —  | 7  | —  | —  | 25 | —  | 17 |
| 1984                                                                 | "Love In Moderation"                                       | 110 | 17 | —  | —  | —  | —  | —  | —  |
| 1985                                                                 | "Just For You"                                             | —   | 53 | —  | —  | —  | —  | —  | —  |
| 1985                                                                 | "Padlock"                                                  | 102 | 25 | 13 | —  | —  | —  | —  | —  |
| 1985                                                                 | "Peanut Butter (Special Mix)" (Special Mix by Larry Levan) | —   | 75 | 13 | —  | —  | —  | —  | —  |
| 1986                                                                 | "Ain’t Nothin’ Goin’ on But the Rent"                      | 42  | 1  | 1  | 75 | 21 | 6  | 1  | 5  |
| 1986                                                                 | "Seventh Heaven"                                           | —   | —  | —  | —  | —  | —  | —  | 85 |
| 1986                                                                 | "Outside In The Rain"                                      | —   | 51 | —  | —  | —  | —  | —  | —  |
| 1986                                                                 | "(They Long To Be) Close To You"                           | —   | 69 | —  | —  | —  | 19 | 9  | 25 |
| 1986                                                                 | "Good To Go Lover" / "Outside in the Rain"                 | —   | —  | —  | —  | —  | —  | —  | 37 |
| 1987                                                                 | "Friends & Lovers" (with Boris Gardiner)                   | —   | —  | —  | —  | —  | —  | —  | 97 |
| 1987                                                                 | "Ticket to Ride"                                           | —   | —  | —  | —  | —  | —  | —  | —  |
| 1988                                                                 | "Family Affair"                                            | —   | —  | —  | —  | —  | —  | —  | —  |
| 1988                                                                 | "Can't Love You Tonight"                                   | —   | 83 | 44 | —  | —  | —  | —  | 79 |
| 1988                                                                 | "Rockin' Chair"                                            | —   | —  | —  | —  | —  | —  | —  | —  |
| 1990                                                                 | "Miss My Love"                                             | —   | —  | 27 | —  | —  | —  | —  | —  |
| 1990                                                                 | "Sweet Bitter Love"                                        | —   | 74 | —  | —  | —  | —  | —  | —  |
| 1990                                                                 | "Say It Isn't So"                                          | —   | —  | —  | —  | —  | —  | —  | —  |
| 1992                                                                 | "Eyes (You Never Really Cared)"                            | —   | —  | —  | —  | —  | —  | —  | 95 |
| 1993                                                                 | "Ain’t Nothin’ Goin’ on But the Rent '93" (1993 Remix)     | —   | —  | —  | —  | —  | —  | —  | 42 |
| 1993                                                                 | "This Christmas Eve"                                       | —   | —  | —  | —  | —  | —  | —  | —  |
| "—" nem volt slágerlistás helyezés, vagy nem jelent meg az országban |                                                            |     |    |    |    |    |    |    |    |

## További információ
- Gwen Guthrie az Internet Movie Database-ben (angolul)